# Lijst van voetbalinterlands Botswana - Comoren
Deze lijst van voetbalinterlands is een overzicht van alle officiële voetbalwedstrijden tussen de nationale teams van Botswana en de Comoren. De landen hebben tot op heden vijf keer tegen elkaar gespeeld. De eerste ontmoeting, een wedstrijd voor de COSAFA Cup 2009, werd gespeeld in Bulawayo (Zimbabwe) op 18 oktober 2009. Het laatste duel, een groepswedstrijd tijdens de COSAFA Cup 2025, vond plaats op 9 juni 2025 in Bloemfontein (Zuid-Afrika).

## Wedstrijden
| № | Plaats       | Datum           | Competitie                   | Wedstrijd          | Uitslag |
| - | ------------ | --------------- | ---------------------------- | ------------------ | ------- |
| 1 | Bulawayo     | 18 oktober 2009 | COSAFA Cup 2009              | Comoren − Botswana | 0 − 0   |
| 2 | Mitsamiouli  | 24 maart 2016   | Afrika Cup 2017 kwalificatie | Comoren − Botswana | 1 − 0   |
| 3 | Francistown  | 27 maart 2016   | Afrika Cup 2017 kwalificatie | Botswana − Comoren | 2 − 1   |
| 4 | Durban       | 7 juli 2022     | COSAFA Cup 2022              | Comoren − Botswana | 0 − 1   |
| 5 | Bloemfontein | 9 juni 2025     | COSAFA Cup 2025              | Comoren − Botswana | 0 − 0   |

## Samenvatting
| Competitie              | Totaal gespeeld | Winst Botswana | Gelijk | Winst Comoren | Doelsaldo Botswana – Comoren |
| ----------------------- | --------------- | -------------- | ------ | ------------- | ---------------------------- |
| Afrika Cup-kwalificatie | 2               | 1              | 0      | 1             | 2 − 2                        |
| COSAFA Cup              | 3               | 1              | 2      | 0             | 1 − 0                        |
| Totaal                  | 5               | 2              | 2      | 1             | 3 − 2                        |

Wedstrijden bepaald door strafschoppen worden, in lijn met de FIFA, als een gelijkspel gerekend.